# Meigenia buccata
Meigenia buccata là một loài ruồi trong họ Tachinidae.